# Roesteken

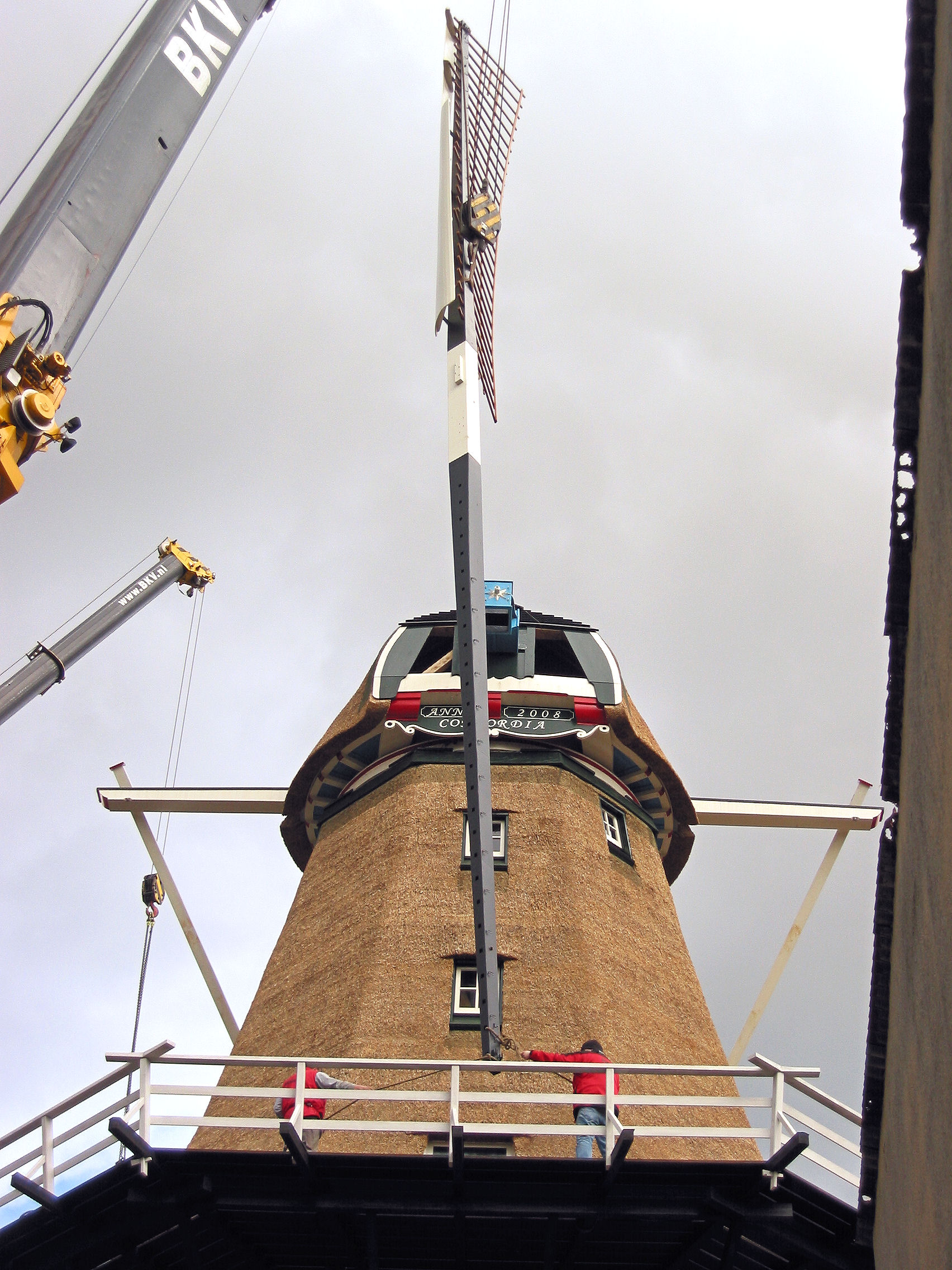
Roesteken

Roesteken is het steken van de roeden in de askop van de bovenas. Tegenwoordig wordt dit gedaan met behulp van een telescoopkraan, maar vroeger was het handwerk. Een roe weegt afhankelijk van de lengte ongeveer 1700 kg.

## Telescoopkraan
Het steken van de roeden vindt plaats bij weinig wind. Eerst wordt de binnenroe gestoken en daarna de buitenroe. Eén kant van de roe kan al opgehekt zijn en al een keerklos hebben, de andere kant is dan kaal. Om een heklat en om de roe wordt een strop gehaakt waaraan deze vervolgens wordt opgehesen en van bovenaf in de askop gestoken. Zit de roe in de askop dan worden de acht roewiggen aangebracht en de andere keerklos. Vervolgens wordt in het kale eind van de roe de heklatten gestoken. De reeds gestoken heklat(ten) worden als trap gebruikt voor het steeds hoger in de roe plaatsen van de heklatten. Voor het steken van de andere roe wordt de bovenas een kwartslag gedraaid. Het komt ook voor dat roeden in plaats van van boven, vanaf de zijkant worden gestoken, zodat je met een kleinere kraan toe kan.

## Handwerk
Bij het handmatig steken van de roe wordt deze van onderaf in de askop gestoken, waarbij het roegat schuin staat. Hierbij is de gehele roe nog kaal. Aan de walpen van de askop wordt een takelblok vastgemaakt en wordt het takeltouw aan de roe vastgemaakt. Hiervoor wordt een breekijzer in een heklatgat gestoken waar vervolgens het touw aan wordt vastgemaakt. De roe kan niet in één keer gestoken worden, maar moet het takeltouw aan de roe een paar keer verschoven worden. De roe wordt hierbij gezekerd door een breekijzer door een heklatgat net boven de askop te steken.
Bij een stellingmolen moet een deel van de stelling gesloopt worden alvorens met het steken kan worden begonnen. Soms heeft de stelling van een stenen molen niet allemaal even grote vakken, maar is een van de vakken smaller, het zogenaamde roevak. Bij het steken van nieuwe roeden werd dit vak opengemaakt en werden de roeden hierdoor omhoog gehesen.